# Nicarco (poeta)
Nicarco foi um poeta e escritor da Grécia Antiga que viveu no século I d.C., tornando-se famoso por seus epigramas, dos quais quarenta e dois chegaram a nossos dias, e por sua poesia de cunho satírico. Era contemporâneo do escritor latino Marcial, sobre quem exerceu influência literária. Uma grande quantidade de seus epigramas são direcionados aos médicos e alguns de seus escritos foram encontrados entre os Papiros de Oxirrinco, no Egito.
Fragmento de Nicarco (tradução livre):
A tristeza da morte está nas asas do corvo,
A música da morte também está em seu choro,
Mas quando Demófilo inicia seu coro,
Morre o corvo.